# Propiedad de la intersección finita
En matemáticas, una familia de conjuntos F tiene la propiedad de la intersección finita si la intersección de toda subfamilia de F finita y no vacía tiene intersección no nula.

## Definición
La definición formal de esta propiedad es:
| Sea una familia de conjuntos F = {Ai}i ∈ I. Se dice que F tiene la propiedad de la intersección finita si para cada subfamilia finita y no vacía de F, la intersección de sus elementos es no vacía: {\displaystyle {\text{Para cada }}\varnothing \neq J\subset I{\text{ finito, }}\bigcap _{i\in J}A_{i}\neq \varnothing } |

Ejemplos.
- Toda colección de conjuntos con intersección no vacía posee automáticamente la propiedad de la intersección finita.
- La colección de intervalos {(0, 1/n)}n ∈ N tiene la propiedad de la intersección finita, ya que para cualquier subfamilia finita y no vacía, existe un (0, 1/k) con k máximo, y la intersección de todos los elementos de dicha subfamilia es precisamente (0, 1/k). En general, cualquier familia de conjuntos no vacíos que este totalmente ordenada por la inclusión tiene la propiedad.
- Sea Xi el conjunto de los números reales en el intervalo (0,1) en cuya expansión decimal el dígito i-ésimo es 0, donde i es un entero positivo. La colección de todos los Xi tiene la propiedad de la intersección finita: la intersección de una colección finita de Xi es el conjunto de los números en (0, 1) para los que los valores de ciertas posiciones de su desarrollo decimal son 0. Sin embargo, en este caso, la intersección de todos los Xi es vacía, ya que solo podría contener al 0, excluido de (0, 1)
- Ninguna familia que incluya al conjunto vacío puede tener la propiedad de la intersección finita.

### Uso
La propiedad de la intersección finita se utiliza para caracterizar a los espacios compactos de manera alternativa: un espacio es compacto si toda familia de cerrados con la propiedad de la intersección finita tiene intersección no vacía.